# 選擇性雌激素受體調節劑
選擇性雌激素受體調節劑（SERMs）又称雌激素受体激动剂/拮抗剂（estrogen receptor agonists/antagonists，ERAAs），為作用於雌激素受體的药物，但依据组织类型和激素环境，其效应会产生激动剂或拮抗剂等相反作用；即此類藥物可以分為：雌激素受體激动剂以及受体拮抗剂，對於不同器官具有不同效果，從而達到選擇性作用於特定器官的目的。
SERMs屬於競爭型部分激动剂。由於身體各器官對於內源性雌激素的感受性不同，所以SERM可能在某個器官為激動劑，卻同時在另一個器官扮演受體拮抗劑的角色。這與SERM對於身體不同組織受體的效能有關，高效能SERM如三對甲氧苯氯乙烯在身體中就通常扮演激動劑的角色。反之，低效能SERM如乙胺氧三苯醇就主要扮演拮抗劑的角色。而clomifene和諾瓦得士等中效能藥物就可能在體內不同器官扮演不同角色。

## 外部連結
- AACR Cancer Concepts Factsheet on SERMs
- STAR: a head-to-head comparison of tamoxifen and raloxifene as breast-cancer preventatives
- Femarelle official site （页面存档备份，存于）
- Raloxifene (Evista) official site

Template:Estrogens
Template:Estrogenics
Category:Hormonal antineoplastic drugs
Category:Progonadotropins